# Kirin
Kirin Holdings Company, Limited. (キリンホールディングス株式会社) és una societat de cartera japonesa dedicada al sector de les begudes. És coneguda per marques com la cervesa Kirin, Mets i Gogo no Kōcha. En japonès kirin significa qilin (麒麟), la criatura mitològica xinesa.
El predecessor de l'empresa, la Japan Brewery Company, va ser fundada a Yokohama el 1885 per William Henry Talbot i Edgar Abbott. El 1888 va començar comercialitzar la cervesa Kirin. El 1907 es va fundar la Kirin Brewery Company. El 2007 es va convertir en Kirin Holdings Company.

## Història
Japan Brewery Company, la precursora de Kirin Brewery, es va fundar el 1885 fent-se càrrec dels actius de la Spring Valley Brewery, creada per primera vegada a Yokohama el 1869 pel cerveser William Copeland.

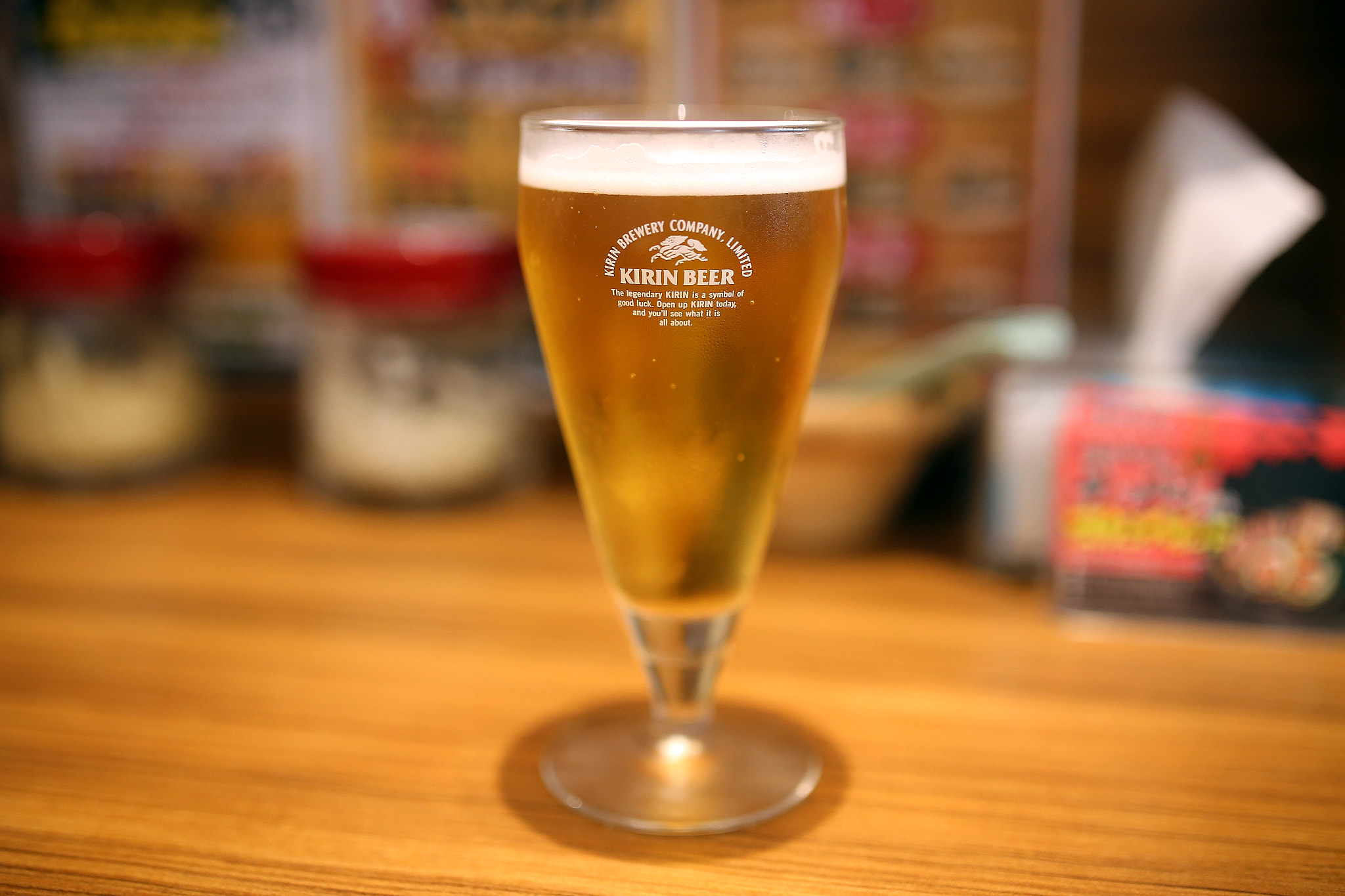

Kirin Brewery ven dues de les cerveses més populars del Japó: Kirin, una lager de les més antigues del país, i Ichiban Shibori. Dins de la categoria happoshu, Kirin Tanrei és la més venuda. Kirin també s'encarrega de la distribució nacional de diverses marques estrangeres com Budweiser i Heineken.
Les operacions Kirin també s'estenen a l'estranger a través d'aliances estratègiques a la Xina, Taiwan, Austràlia, les Filipines, Europa, Nova Zelanda i els Estats Units d'Amèrica. La companyia té una participació del 100% a Lion Nathan Limited, una filial consolidada amb seu a Austràlia però amb operacions especialment importants a la Xina. També té una participació del 48% a San Miguel Brewery, la cervesera dominant a les Filipines. Tot i que els negocis de la cervesa i relacionats segueixen essent el nucli de les activitats, l'empresa també participa en altres sectors: licors, vi, refrescos i productes alimentaris.